# Вескови, Джованни
Джованни Вескови (порт. Giovanni Vescovi; 14 июня 1978, Порту-Алегри) — бразильский шахматист, гроссмейстер (1998).
Многократный чемпион Бразилии (1999—2001, 2006—2007, 2009—2010).
В составе национальной сборной участник шести олимпиад (1994—2002, 2006).

## Изменения рейтинга
| Графики недоступны из-за технических проблем. См. информацию на Фабрикаторе и на mediawiki.org. |